# Pseudocerotidae
Pseudocerotidae es una familia de platelmintos marinos que pertenecen al orden de los policládidas.
Los pseudocerotidae son organismos simples caracterizados por sus cuerpos y tentáculos ovalados y colores brillantes. Son más comúnmente conocidos como platelmintos marinos, y se encuentran estrechamente relacionados con los órdenes Macrostomorpha y Lecithoepitheliata. Estos organismos tienen sistemas reproductivos muy complejos, sin sistemas sanguíneos ni órganos para el intercambio de gases, un cerebro simple y son hermafroditas.

## Géneros
Esta familia contiene las siguientes géneros:
- Acanthozoon Collingwood, 1876[4]
- Bulaceros Newman & Cannon, 1996[5]
- Maiazoon Newman & Cannon, 1996[6]
- Monobiceros Faubel, 1984[7]
- Nymphozoon Hyman, 1959[8]
- Phrikoceros Newman & Cannon, 1996[6]
- Pseudobiceros Faubel, 1984[7]
- Pseudoceros Lang, 1884[9]
- Thysanozoon Grube, 1840
- Yungia Lang, 1884[9]